# غربالگری مکانیکی
غربالگری مکانیکی که اغلب فقط غربالگری نامیده می شود، عمل برداشتن مواد  سنگ معدن دانه‌بندی شده و جداسازی آن به چند درجه بر اساس اندازه ذرات  می‌باشد.
این فرآیند در صنایع مختلفی مانند معدن و فرآوری مواد معدنی، کشاورزی، داروسازی، مواد غذایی، پلاستیک و بازیافت رخ می‌دهد.
روش جداسازی ذرات جامد تنها بر اساس اندازه، غربالگری نامیده می‌شود.

## دسته بندی های عمومی
غربالگری به دو دسته کلی تقسیم می‌شود: غربالگری خشک و غربالگری مرطوب. در این دسته‌بندی‌ها، مواد را در درجه‌های جدا می‌کند، سپس این اندازه‌ها بیشتر به یک محصول واسطه‌ای یا یک محصول نهایی پردازش می‌شوند. علاوه بر این، ماشین‌ها را می‌توان به صفحه نمایش متحرک و ماشین‌های صفحه استاتیک و همچنین بر اساس افقی یا شیب‌دار بودن صفحه‌نمایش دسته‌بندی کرد.

## کاربردها
صنعت معدن و فرآوری مواد معدنی از غربالگری برای انواع کاربردهای مختلف فرآوری استفاده می‌کند. به عنوان مثال، پس از استخراج مواد معدنی، مواد به سنگ شکن اولیه منتقل می‌شوند. قبل از خرد کردن، تخته سنگ‌های بزرگ روی یک تکان دهنده با ضخامت ۰.۲۵ اینچ (۶.۴ میلی متر) غربالگری می‌شوند. جریان بیشتر پس از خرد کردن مواد می‌تواند از صفحه‌هایی با منافذ یا شکاف‌هایی که همچنان کوچکتر می‌شوند عبور کند. در نهایت، غربالگری برای جداسازی نهایی برای تولید محصولات قابل فروش بر اساس درجه یا محدوده اندازه استفاده می‌شود.

## روند

مدل فرآیند غربالگری

یک دستگاه غربالگری شامل یک درایو است که باعث ایجاد ارتعاش می‌شود، یک رسانه صفحه نمایش که باعث جداسازی ذرات می‌شود، و یک عرشه که رسانه صفحه نمایش و درایو را نگه می‌دارد و عامل انتقال ارتعاش است.
عوامل فیزیکی‌‌ای وجود دارند که غربالگری را عملی می‌کنند. به عنوان مثال، ارتعاش، نیروی گرانش
عوامل فیزیکی‌‌ای وجود دارند که غربالگری را عملی می‌کنند. به عنوان مثال، ارتعاش، نیروی گرانش، چگالی بستر و شکل مواد همگی سرعت روند را تسهیل می‌کنند. نیروهای الکترواستاتیک همچنین می‌توانند مانع کارایی غربالگری در مسیر جذب آب شوند که باعث چسبندگی یا مسدود شدن آن خواهد‌شد و یا مواد بسیار خشک باری ایجاد می کنند که باعث جذب آن به خود صفحه می‌شود.
مانند هر فرآیند صنعتی، تعدادی از اصطلاحات وجود دارد که غربالگری را  تعریف می‌کند. اصطلاحاتی مانند کور کردن، آلودگی، فرکانس، دامنه و سایر موارد، ویژگی‌های اساسی غربالگری را توصیف می‌کنند و این ویژگی‌ها به نوبه خود روش کلی غربالگری خشک یا مرطوب را تشکیل می‌دهند.
علاوه بر این، نحوه ارتعاش عرشه صفحه نمایش را متمایز می کند. انواع مختلف حرکت سود‌ها و ضرر‌های مربوط به خود را دارند. علاوه بر این، انواع رسانه ها نیز دارای خواص متفاوتی می‌باشند که منجر به مزایا و معایب به خصوصی می‌شود.
در انتها، مسائل و مشکلات متنوعی برای غربالگری وجود دارد. پاره شدن صفحه نمایش، آلودگی، کور شدن و مرطوب شدن صفحه همگی بر کارایی غربالگری تأثیر می‌گذارند.

## اصول فیزیکی
- ارتعاش - یا ارتعاش سینوسی یا ارتعاش چرخشی.
  - ارتعاش سینوسی در یک صفحه زاویه دار نسبت به افقی رخ می‌دهد. ارتعاش با یک الگوی موجی رخ می‌دهد که توسط فرکانس و دامنه تعیین می‌شود.
  - ارتعاش چرخشی در صفحه‌ی نزدیک به سطح در زوایای کم در یک حرکت رفت و برگشتی از طرفی به طرف رخ می‌دهد.
- گرانش - این فعل و انفعال فیزیکی پس از پرتاب مواد از روی صفحه است که باعث سقوط آن به سطح پایین‌تر می‌شود. جاذبه همچنین ذرات را از طریق رسانه صفحه نمایش می‌کشد.
- چگالی - چگالی مواد به طبقه‌بندی مواد مربوط می‌شود.
- نیروی الکترواستاتیک - این نیرو برای غربالگری زمانی که ذرات بسیار خشک یا مرطوب هستند اعمال می‌شود.

## اصطلاحات غربالگری
مانند هر فرآیند مکانیکی و فیزیکی، اصطلاحات علمی و  صنعتی به خصوصی برای غربالگری وجود دارد. در زیر فهرستی جزئی از اصطلاحاتی که با غربالگری مکانیکی مرتبط هستند قرار دارد.
- دامنه - این اندازه‌گیری پارچه صفحه نمایش است زیرا به صورت عمودی به بلندترین ارتفاع خود می‌رسد و پایین‌ترین نقطه‌ی خود را نیز در بر دارد. در مضرب ثابت شتاب g ( نیروی گرانش ) اندازه‌گیری می‌شود.
- شتاب - اعمال شتاب روی مش صفحه به منظور غلبه بر نیروهای واندروال
- کور کردن - هنگامی که مواد به شکاف‌های باز پارچه صفحه نمایش متصل می‌شود و مانع از ریختن مواد سرریز می‌شود.[۱]
- برس کشی - این روش توسط اپراتور انجام می‌شود که از یک برس برای برس زدن روی پارچه صفحه روی دهانه کورشده استفاده می‌کند.
- آلودگی - مواد ناخواسته در یک درجه معین را آلودگی می‌گویند. آلودگی زمانی اتفاق می‌افتد که متریال سایز بزرگ یا ریز نسبت به برش موجود وجود داشته باشد. نوع دیگر آلودگی، آلودگی جسم خارجی است.
  - آلودگی بیش از اندازه زمانی رخ می‌دهد که سوراخی در صفحه وجود داشته باشد به طوری که سوراخ بزرگتر از اندازه مش صفحه نمایش باشد. موارد دیگری که در آن اندازه بیش از حد اتفاق می‌افتد، سرریز مواد از سرباره به داخل درجه است و یا اینکه صفحه نمایش با اندازه مش اشتباه در محل قرار دارد.
  - آلودگی ریز زمانی اتفاق می افتد که بخش‌های بزرگی از پارچه صفحه نمایش کور شود و موادی که روی صفحه نمایش جاری می‌شود از بین نرود. سپس مواد ریز در درجه باقی می‌مانند.
  - آلودگی جسم خارجی مواد ناخواسته‌ای است که با مواد اولیه‌ای که از روی صفحه نمایش عبور می‌کنند متفاوت است. این آلودگی می تواند هر چیزی باشد، از شاخه‌های درخت، چمن، سرباره فلزی گرفته تا سایر انواع و ترکیبات معدنی. آلودگی جسم خارجی زمانی رخ می‌دهد که سوراخی در صفحه الک‌کننده وجود داشته باشد یا ترکیب شیمیایی ماده خارجی با ماده اولیه متفاوت باشد.
- عرشه - عرشه، قاب یا دستگاهی است که پارچه صفحه نمایش را در جای خود نگه می‌دارد. همچنین حاوی درایو غربالگری می‌باشد. می‌تواند شامل چندین بخش باشد زیرا مواد از انتهای تغذیه به انتهای تخلیه می روند. عرشه‌های چندگانه، عرشه‌های صفحه‌ای هستند که در پیکربندی قرار می‌گیرند و در آن مجموعه‌ای از عرشه‌ها به صورت عمودی به هم متصل شده‌اند و در همان زاویه‌ای که قبل و بعد از عرشه‌ها قرار دارند، تکیه دارند. عرشه‌های چندگانه اغلب به عنوان تک عرشه، دو طبقه، سه عرشه و غیره شناخته می‌شوند.
- فرکانس-برحسب هرتز (Hz) یا دور در دقیقه (RPM) اندازه‌گیری می‌شود. فرکانس تعداد دفعاتی است که پارچه صفحه نمایش به صورت سینوسی به اوج می‌رسد و در یک ثانیه فرو می‌رود. در مورد حرکت غربالگری چرخشی، تعداد دورهایی است که صفحه نمایش یا صفحه نمایش در یک بازه زمانی مانند دور در دقیقه (RPM) انجام می‌دهد.
- درجه‌بندی - همچنین "برش" نامیده می‌شود. با توجه به یک ماده اولیه در حالت ابتدایی، می‌توان آن را به گونه‌ای تعریف کرد که توزیعی برای اندازه ذرات داشته باشد. درجه‌بندی حذف مواد با اندازه حداکثر و مواد با اندازه حداقل از طریق انتخاب مش می‌باشد.[۲]
- صفحه نمایش (پارچه صفحه) - ماده‌ای است که با اندازه مش تعریف می‌شود و می‌تواند از هر نوع ماده‌ای مانند فولاد، فولاد ضد زنگ، ترکیبات لاستیکی، پلی اورتان، برنج و غیره ساخته شود.[۳]
- تکان دهنده- کل مجموعه هر نوع دستگاه غربالگری مکانیکی.
- طبقه‌بندی - این پدیده زمانی رخ می‌دهد که ارتعاش از بستری از مواد عبور می‌کند. طبقه‌بندی باعث می‌شود که مواد درشت (بزرگتر) بالا بیایند و مواد ریزتر (کوچکتر) در بستر پایین قرار بگیرند. مواد در تماس با پارچه صفحه نمایش یا از طریق یک شکاف می‌افتند یا شکاف را کور می‌کنند یا با مواد پارچه تماس می‌گیرند و از پارچه پرتاب می‌شوند تا به سطح پایین‌تر بعدی بیفتند.[۴]
- مش - تعداد شکاف‌های باز در هر اینچ به صورت خطی. مش در پیکربندی چندگانه مرتب شده است. مش می‌تواند یک الگوی مربع، الگوی مستطیلی با شکاف بلند، الگوی دایره‌ای یا الگوی الماس باشد.[۵]
- الک کردن - این اولین برش از مواد ورودی با مجموع تمام اندازه‌های آن است. الک کردن حذف بزرگ ترین ذرات است. این پدیده شامل ذرات بسیار بزرگ نسبت به اندازه ذرات دیگر می‌باشد. الک کردن همچنین مواد ورودی را از آلودگی جسم خارجی مانند شاخه‌ها، سطل زباله، شیشه یا سایر مواد بزرگ ناخواسته پاک می‌کند.

## انواع غربالگری مکانیکی
تعدادی از انواع تجهیزات غربالگری مکانیکی وجود دارد که باعث جداسازی می‌شود. این تعداد بر اساس حرکت ماشین از طریق محرک موتور آن می‌باشد.
- تجهیزات ارتعاشی پرتاب دایره‌ای - این نوع تجهیزات دارای یک محور غیرعادی هستند که باعث می شود قاب لرزاننده در یک زاویه مشخص قرار گیرد. این عمل هولناک به معنای واقعی کلمه مواد را به جلو و بالا پرتاب می کند. همانطور که ماشین به حالت اولیه خود باز می‌گردد، مواد بر اثر گرانش به سطح فیزیکی پایین تر سقوط می‌کنند. این نوع غربالگری همچنین در عملیات معدن‌کاری برای مواد بزرگ با اندازه هایی از شش اینچ به بالا استفاده می‌شود.[۶]
- تجهیزات ارتعاشی فرکانس بالا - این نوع تجهیزات فقط پارچه صفحه نمایش را هدایت می‌کند. بر خلاف بالا قاب تجهیزات ثابت است و فقط صفحه نمایش می‌لرزد. با این حال، این تجهیزات مشابه موارد فوق است به طوری‌که همچنان مواد را از آن پرتاب می‌کند و به ذرات اجازه می‌دهد تا روی پارچه صفحه نمایش پاشیده شوند. این صفحه نمایش ها برای اندازه های کوچکتر از ۱/۸ اینچ مناسب هستند.[۷]
- تجهیزات چرخشی- این نوع تجهیزات با دو مورد فوق متفاوت است به طوری که ماشین در یک حرکت دایره‌ای در سطح پایین در زوایای کم می‌چرخد. درایو یک جعبه دنده غیرعادی یا وزنه های غیرعادی می‌باشد.[۸][۹][۱۰][۱۱]صفحه نمایش لیوان شیمیایی

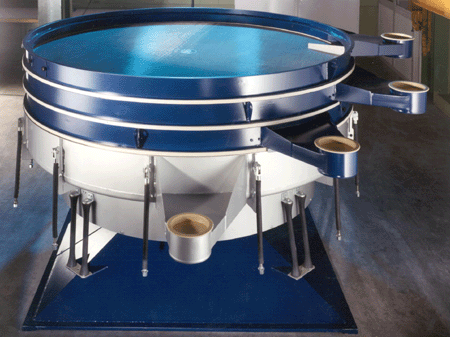
صفحه نمایش لیوان شیمیایی

- صفحه نمایش ترومل - نیازی به لرزش ندارد. در عوض، مواد به یک درام چرخان افقی با صفحاتی در اطراف قطر درام وارد می‌شود.

### تکنیک غربالگری تامبلر
غربالگر تامبلر که غربالگری های ارتعاشی و خطی بهبود یافته است، از عملکرد بیضوی استفاده می‌کند که به غربالگری حتی مواد بسیار ظریف کمک کند. مانند صفحه‌ی طلا، ذرات ریز تمایل دارند به سمت مرکز باقی بمانند و ذرات بزرگتر به سمت بیرون می‌روند. این فرایند امکان جداسازی را فراهم می‌کند و سطح صفحه نمایش را تخلیه می‌کند تا بتواند به طور موثر کار خود را انجام دهد. با افزودن چندین عرشه حتی محصولات دشوار را می‌توان با ظرفیت بالا تا جداسازی بسیار ظریف غربال کرد.

### تجهیزات ویبره پرتاب دایره ای
تجهیزات ارتعاشی دایره‌ای پرتابی یک تکان دهنده یا یک سری لرزاننده است که در آن درایو باعث حرکت کل سازه می‌شود. ساختار تا حداکثر پرتاب یا طول گسترش می‌یابد و سپس به حالت پایه منقبض می‌شود. الگویی از فنرها در زیر سازه قرار دارند زیرا که ارتعاش و جذب آن‌ها نیاز می باشد تا سازه به حالت پایه باز گردد.
این نوع تجهیزات برای ذرات بسیار بزرگ استفاده می شود، اندازه هایی که از اندازه سنگریزه تا مواد با اندازه تخته سنگ متغیر است. همچنین برای خروجی با حجم بالا طراحی شده است. به عنوان یک الک، این تکان دهنده به مواد بزرگ اجازه می‌دهد تا از روی سنگ شکن عبور کرده و مانند سنگ شکن مخروطی، سنگ شکن فکی یا آسیاب چکشی بیفتند. ماده ای که از روی صفحه عبور می کند سنگ شکن را دور می زند و با مواد خرد کننده منتقل و ترکیب می‌شود.
همچنین از این تجهیزات در فرآیندهای شستشو استفاده می‌شود، از آن جایی که مواد از زیر میله های اسپری عبور می کنند، مواد ریزتر و مواد خارجی از طریق صفحه مربوط شست و شو می شوند. این فرایند یکی از نمونه های غربالگری مرطوب می‌باشد.

### تجهیزات ارتعاشی فرکانس بالا

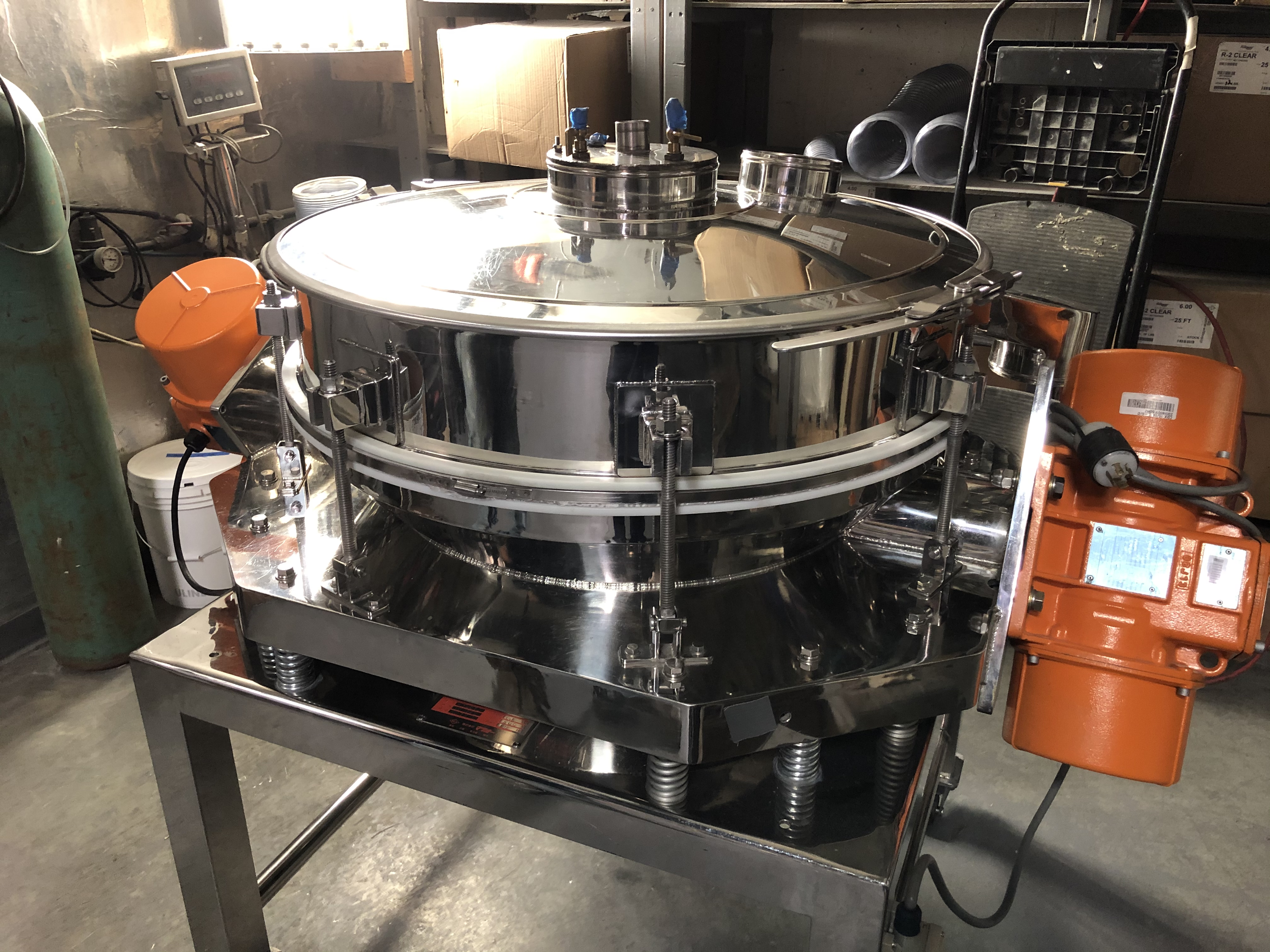
دستگاه غربالگری انرژی بالا

تجهیزات ارتعاشی فرکانس بالا تکان دهنده‌ای است که قاب آن ثابت است و درایو فقط پارچه صفحه نمایش را لرزانده است. تجهیزات لرزش فرکانس بالا برای ذراتی است که در محدوده اندازه ذرات ۳ میلی متر تا مش +۱۵۰ هستند.
این شیکرها معمولاً یک برش ثانویه برای فرآوری بیشتر یا برای تولید محصول نهایی ایجاد می‌کنند.
این تکان‌دهنده‌ها معمولاً در یک زاویه شیب‌دار نسبت به سطح افقی تنظیم می‌شوند. زاویه‌ها از ۲۵ تا ۴۵ درجه نسبت به سطح افقی متغیر می‌باشد.

صفحه نمایش چرخشی

### تجهیزات چرخشی
این نوع تجهیزات دارای یک درایو یا وزنه های غیرعادی هستند که باعث می شود لرزشگیر در یک مسیر مداری حرکت کند. مواد روی صفحه می‌غلتند و با القای جاذبه و تغییر جهت می‌افتند. توپ‌ها و سینی‌های لاستیکی نیز عامل مکانیکی اضافی برای ریزش مواد فراهم می‌کنند. توپ ها همچنین عمل پرتاب را برای مواد فراهم می‌کنند تا یک شکاف باز پیدا کند و از آن بیفتد.
لرزاننده با زاویه تند نسبت به سطح افقی تنظیم می‌شود. معمولاً اندازه این زاویه نسبت به سطح افقی بیش از ۲ تا ۵ درجه نیست.
از این نوع شیکرها برای برش های بسیار تمیز استفاده می‌شود. به طور کلی، سطح نهایی برش خورده مواد حاوی هیچ گونه آلودگی بزرگ یا ریز نخواهد بود.
این شیکرها برای بالاترین کیفیت قابل دستیابی به قیمت کاهش نرخ تغذیه طراحی شده اند.

### صفحه نمایش ترومل
صفحه های ترومل دارای یک درام چرخان در زاویه کم با پانل های صفحه در اطراف قطر درام هستند. مواد تغذیه همیشه در پایین درام قرار می گیرد و با چرخش درام، همیشه با صفحه تمیز تماس پیدا می‌کند. سایزهای  بزرگ‌تر به انتهای درام می‌رود زیرا از صفحه عبور نمی‌کند، در حالی که سایز کوچک از روی صفحه به داخل فضای شست و شوی زیری می‌رود.